# Elettrodo a chinidrone
L'elettrodo a chinidrone è un elettrodo utilizzato in potenziometria per la misura di pH. Il chinidrone è una miscela equimolecolare di chinone (Q) e idrochinone (QH2) che possiede reattività redox regolata dalla presenza di idrogenioni:
{\displaystyle {\ce {Q + 2 H+ + 2 e- <=> QH2}}}
Il potenziale ha la seguente espressione:
{\displaystyle E=E_{Q/QH_{2}}^{\circ }-{\frac {2,3\;RT}{2F}}\log a_{H^{+}}^{2}=E_{Q/QH_{2}}^{\circ }+{\frac {2,3\;RT}{F}}\;pH}
Operativamente si tratta di aggiungere alla soluzione da analizzare una punta di spatola di chinidrone e di inserire una spirale di platino, si tratta quindi di un elettrodo di III specie. Il chinidrone è poco solubile e rilascia in soluzione la stessa concentrazione dei due reattivi; la misura deve essere preceduta da una taratura. Il potenziale viene assunto rapidamente e viene avvelenato con difficoltà.
L'uso di questo elettrodo in luogo del più noto elettrodo a vetro avviene in tutti quei casi in cui la membrana di vetro può essere danneggiata dall'analita, eccezion fatta per le interferenze. Non può essere usato per pH>7÷8, in presenza di alte concentrazioni di elettroliti o proteine. In ambiente alcalino l'idrochinone viene ossidato all'aria.